# Gaudêncio de Bréscia
Gaudêncio de Bréscia (em italiano:  San Gaudenzio di Brescia; em latim: Gaudentius) foi bispo de Bréscia entre 387 e 410, sucessor de São Filástrio, teólogo e autor de muitas cartas e sermões.

## História
Gaudêncio estudou com Filástrio e pregou por toda a Itália e no Oriente Médio. Quando seu mentor morreu, por volta de 387, o povo de Bréscia elegeu-o como bispo - pelas evidências, contra sua vontade. Ele estava em peregrinação em Jerusalém na época. A Enciclopédia Católica afirma que "o povo de Bréscia jurou não aceitar nenhum outro bispo que não Gaudêncio; e Santo Ambrósio e outros prelados vizinhos, por conta disso, obrigaram-no a retornar, contra sua vontade. Os bispos do oriente ameaçaram recusar-lhe a comunhão se ele não obedecesse".
Ele foi consagrado por Ambrósio em 387 e um relato de seu discurso na ocasião ainda existe. Nele, Gaudêncio afirma ter trazido consigo relíquias de São João Batista, dos apóstolos, de santos de Mediolano (moderna Milão) e dos Quarenta mártires de Sebaste da Terra Santa, estas últimas entregues a ele pelas sobrinhas de São Basílio, o Grande, em Cesareia na Capadócia. Ele depositou-as todas na basílica batizada de "Concílio/Reunião dos Santos" (em latim: Concilium Sanctorum) e escreveu um sermão especialmente para a inauguração.
Gaudêncio e o arcebispo de Constantinopla João Crisóstomo eram amigos (é possível que tenham se encontrado em Antioquia). Em 405, participou duma delegação enviada pelo papa Inocêncio I e pelo imperador romano do ocidente Honório (r. 395–423) para defendê-lo perante o irmão do primeiro e imperador bizantino Arcádio (r. 395–408) depois que Crisóstomo foi acusado de defender o origenismo, uma doutrina herética, e exilado. Gaudêncio e seus companheiros (dois bispos) tiveram enormes dificuldades e não conseguiram chegar a Constantinopla. Logo no início da jornada, o grupo foi preso em Atenas e enviados para a capital imperial - uma jornada de três dias - sem comida. Porém, não conseguiram permissão para entrar na cidade e ficaram presos na fortaleza de Atira, na Trácia. Uma tentativa de suborná-los para que fossem recebidos por Ático de Constantinopla, o arcebispo que substituiu Crisóstomo, fracassou e um dos membros do grupo se feriu na confusão que se formou depois que oficiais bizantinos tentaram tomar as credenciais do grupo à força.
Depois disso, Gaudêncio e os dois bispos foram colocados a bordo de um navio sem condições de navegar e, acredita-se, o capitão recebeu ordens de naufragá-lo de propósito. Porém, os viajantes chegaram em segurança a Lâmpsaco. De lá, partiram para Itália e chegaram em Otranto depois de vinte dias. Apesar do fracasso da missão, Crisóstomo enviou uma carta a Gaudêncio agradecendo-lhe pelo esforço. Um relato da aventura de quatro meses de Gaudêncio sobreviveu no "Diálogo" (cap. 4) de Paládio da Galácia.

## Veneração
Vinte e um tratados, diversas cartas e dez sermões atribuídos a Gaudêncio sobreviveram. As relíquias de Gaudêncio foram abrigadas na Igreja de São João (em italiano: San Giovanni) em Bréscia, construída no mesmo local do antigo Concílio dos Santos. Nas peças de altar da igreja, Gaudêncio aparece muitas vezes pintado por artistas brescianos como Moretto, Savoldo e Romanino.